# قصر الحیر شرقی
قصر الحیر شرقی (شرق قصر الحیر یا شرق قلعه) قصری در میان صحرای سوریه است. آن به وسیلهٔ خلیفه اموی در سال ۷۲۸ تا ۷۲۹ میلادی در منطقه ثروتمند در صحرای فونا ساخته شده‌بود. به‌طور آشکار به مثابه پایگاه مرکزی و شکار گاه استفاده می‌شد. کاخ همتای قصر الحیر شرقی که نزدیک در کاخ بوده یک سال زودتر ساخته شده بود.

## موقعیت
قصر الحیر شرقی ۲۷ کیلومتر (۱۷مایل) از سو خانا و ۱۰۰ کیلومتر (۶۲مایل) از سرجیو پولیس (روشفا) نزدیک کوهستان بیشری نزدیک کوهستان‌های میانه پالمیرا فاصله دارد.

## جنگ داخلی سوریه
طی جنگ داخلی سوریه، قصر الحیر شرقی به وسیله گروه‌های نظامی در سال ۲۰۱۳ و سپس بوسیله داعش اشغال شده بود قصر به واسطهٔ غارت و چپاول و وحشی‌گری خسارت دیده بود و گردشگران مورد دستبرد واقع شده بودند ارتش سوریه در ۲۲ اگوست ۲۰۱۷ قصر را تسخیر نمود ولی داعش بار دیگر در ۳۰ سپتامبر ۲۰۱۷ قصر را اشغال کرد.

## معماری

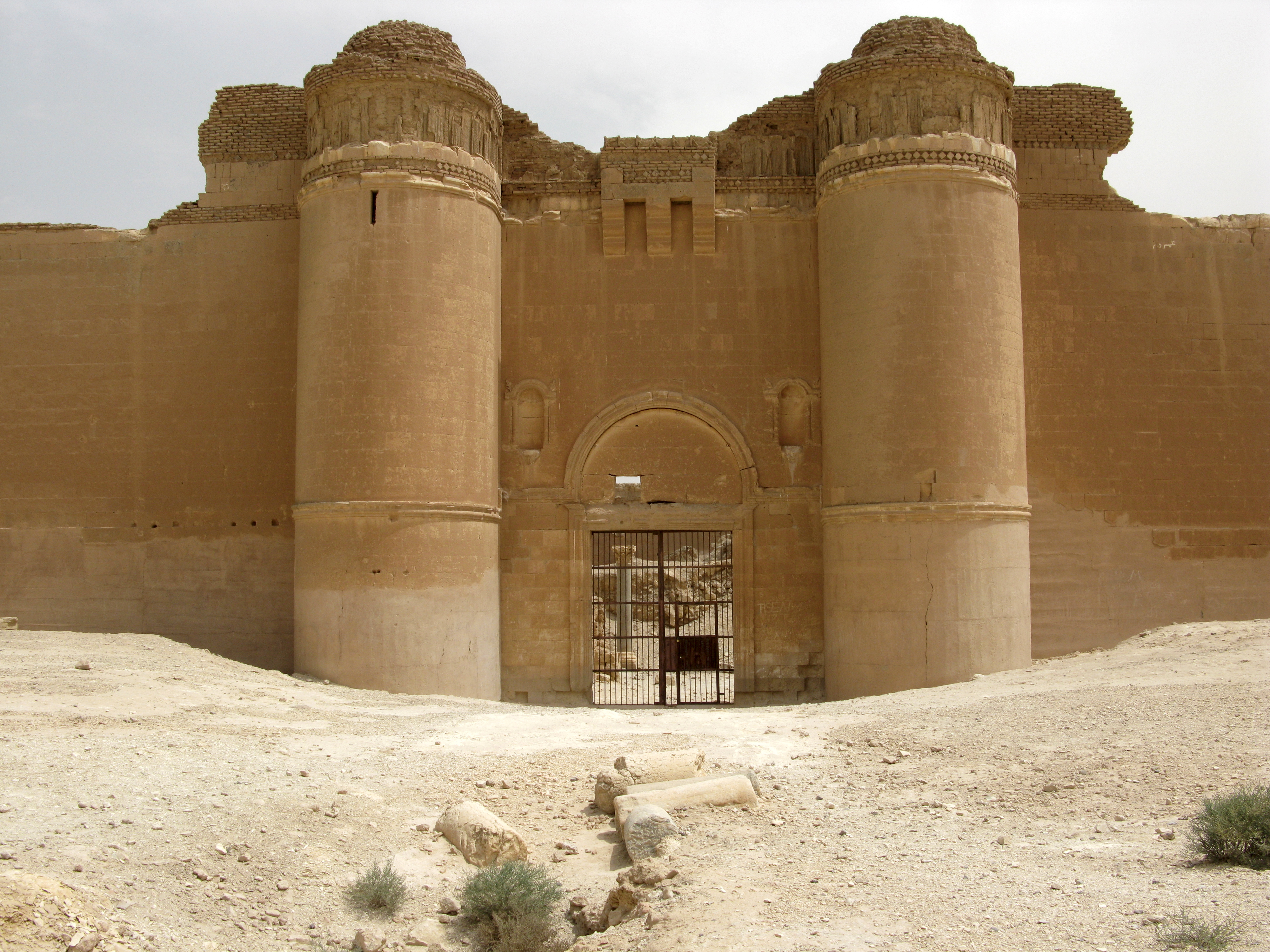
قصر الحیر شرقی ("قلعه شرقی") قلعه ای (قصر) در وسط صحرای سوریه است که توسط خلفای اموی در سال ۷۳۰ میلادی ساخته شد.

قصر شامل یک حیاط باز وسیع است که به وسیله خاکریز ضخیم و برج‌هایی که راهروها و نیز هر گوشه کناری را حفظ می‌نمودند احاطه شده بود. قصر شامل دو بنای مربعی است یکی با ضخامت ۳۰۰ متر و دیگری ۱۰۰ متر (۳۳۰ فوت). قصر شامل بقایای اتاق‌ها -انبارها و ستون‌هایی است که به نظر می‌رسند بخش‌هایی از یک تر کیب سلطنتی عظیم باشد. تعدادی از بخش‌های آذین شده به موزه ملی دمشق منتقل شده حال آنکه دروازه آن در موزه بازسازی شده. بزرگ‌ترین قصر دارای چندین طبقه با یک دروازهٔ بزرگ و تعدادی برج بود. برج‌ها در حد و اندازه‌های تدافعی ساخته نشده بودند. آنجا همچنان حیاط‌های درخت زیتون وجود داشت. کاخ‌ها با آبی که نزدیک کلیسای بیزانس بوده به وسیله کانالی به طول ۵۷۰۰ متر (۶۲۰۰ یارد) تأمین می‌شده‌است. قصرها دارای گرمابه‌ها و انبارهای آب و مساجد و بوستان‌ها بود.